# Aero-Troopers: The Nemeclous Crusade
Aero-Troopers: The Nemeclous Crusade es una película de animación, aventura y familiar de 2003, dirigida por Terry Izumi, a cargo de la musicalización estuvo Deon Vozov y el elenco está integrado por Mark Hamill, Jess Harnell, Daran Norris y Roger Rose, entre otros. Este largometraje fue realizado por Creative Light Entertainment y Nueart Pictures.

## Sinopsis
En un planeta de islas flotantes, el joven Joshua pierde a sus padres cuando una horrible criatura arrasa su hogar. Recogido por la aeronave Nemeclous, se suma a la tripulación para encontrar a la bestia y eliminarla.